# Sant Feliu de Lluelles (església)
L'església de Sant Feliu de Lluelles és un temple dedicat al culte catòlic que està ubicat al nucli de Sant Feliu de Lluelles, al municipi de Montmajor, al Berguedà i que és la seu d'una parròquia. El temple està classificat com patrimoni immoble, de tipus edifici i té un ús religiós i titularitat privada. Està classificada en l'Inventari del Patrimoni Arquitectònic de Catalunya amb el número IPA-3499. L'església de Sant Feliu de Lluelles és el centre del nucli de població dispers del mateix nom i s'hi pot arribar agafant un trencant al km 12 de la carretera B-420 entre Cardona i Berga en direcció a la Torreta.
Els sants patrons de l'església de Sant Feliu de Lluelles són Sant Pere i Sant Feliu. El cinquè diumenge de cada mes hi ha culte catòlic a la parròquia de Sant Feliu de Lluelles, però es reparteix amb les esglésies de La Torreta i de Preixana.

## Descripció
El temple de Sant Feliu de Lluelles està fet en una sola nau rectangular que incorpora un presbiteri quadrat i que té la porta en el mur occidental. El seu estil és el característic del barroc rural i té un campanar quadrat al seu migdia, proper al presbiteri i dues obertures d'arc de mig punt i ballustrada. Les parets interiors del temple estan arrebossades i hi ha capelles petites al lateral de la nau. La porta és allindanada per una llinda que té una motllura semicircular al centre en forma de petxina que té la inscripció any 1773. Hi ha un ull de bou circular sobre la porta. A l'església hi ha un retaule neoclàssic que té imatges dels dos patrons.
A prop del temple hi ha les restes del que és, segurament, una primitiva església romànica. L'església actual forma part d'un mateix conjunt amb el mas de Sant Feliu (la rectoria) i el mas de Can Batlle. La rectoria és un senzill edifici que té la planta rectangular i una façana tancada per un baluard i que conserva tres llindes amb inscripcions que fan referència a tres rectors del segle xviii, amb data de 1717, 1720 i 1796.
La masia de Can Batlle té llindes a les finestres posteriors amb les dates: 1671 i 1857 i està construïda a continuació de la rectoria.
A Sant Feliu de Lluelles hi ha un cementiri que fou construït l'any 1898 i l'antic cementiri està al nord del conjunt d'edificis.
Hi ha informació oral que afirma que a l'arbreda que hi ha a prop de l'església hi ha un monument megalític que no es va trobar quan es va fer l'inventari per al mapa de patrimoni cultural de la Diputació de Barcelona.

## Història
Les primeres notícies documentals de l'església de Sant Feliu de Lluelles són del segle xi. Hi ha un document que afirma que l'any 1043 Gersèn i el seu fill van vendre a Arnau i la seva muller la torre del Quer, al terme de Navès, a la Vall de Lord i que un dels límits d'aquesta propietat era l'església de Sancto Felice. Posteriorment, aquesta torre i la seva propietat fou cedida per Arnal Dalmau i la seva muller a l'església i canònica de Santa Maria de la Seu d'Urgell i Sant Feliu de Lluelles també era esmentada com a límit.
L'església fou parroquial a l'època medieval i aquesta categoria quedà confirmada per la visita feta al Deganat de la Vall de Lord l'any 1312. Al segle xviii encara ho era i tenia les esglésies sufragànies de Sant Martí de Tentellatge i de Santa Maria de Preixana. A finals del segle xvii es va bastir l'actual edifici per a substituir l'església romànica i es va vincular a Tentellatge. El nou cementiri de Sant Feliu de Lluelles es va construir el 1898.
Altres notícies històriques diuen que el rector de Sant Feliu de Lluelles, Mn. Marc Rovira, va ser testimoni de la fortificació del massís de Busa durant la Guerra del Francès i va recollir els moviments del general Lacy a la zona en el llibre Breu notícia de las cosas més notables que han passat, especialment des de l'any 1790 en avant, del que se'n conserva feta pel Mn. Joan Serra i Vilaró a l'Arxiu Comarcal de Solsona.